# Беллами, Франсуа-Ксавье
Франсуа-Ксавье Беллами, во французской транскрипции Франсуа́-Кзавье́ Бельами́ (фр. François-Xavier Bellamy; род. 11 октября 1985, Париж) — французский политик, евродепутат (с 2019).

## Биография
Родился 11 октября 1985 года в профессорской семье, провёл детство в Версале. Прошёл подготовительный курс по литературе в лицее Генриха IV, в 2005 году окончил Высшую нормальную школу, в 2008 году получил степень агреже по философии в Сорбонне. Преподавал в нескольких лицеях — в Рамбуйе, Гюйанкуре и Париже.
В 2006 году, будучи студентом Высшей нормальной школы, провёл 22 часа под арестом после стычки с полицией во время акции протеста против проведения в часовне Версаля некой выставки, спровоцировавшей разногласия (обвинения с него сняли), но был тогда же привлечён министром культуры в правительстве Доминика де Вильпена Рено Доннадьё де Варб к работе в своём ведомстве. В 2008 году пошёл на муниципальные выборы в Версале по списку Франсуа де Мазье и стал самым молодым помощником мэра во Франции, но в 2017 году проиграл выборы в Национальное собрание кандидату президентской партии «Вперёд, Республика!» Дидье Байше.
Возглавил список кандидатов партии «Республиканцы» на европейских выборах 25 и 26 мая 2019 года во Франции, результаты которых оказались для правоцентристов неудачными — получив 8,5 % голосов, они оказались на четвёртом месте.

## Награды
- Орден Дружбы (15 апреля 2024 года, Армения) — за вклад в укрепление и развитие дружественных отношений между Арменией и Францией, защиту общечеловеческих ценностей[7].

## Труды
- Les Déshérités ou l'urgence de transmettre. — Paris: Plon, 2014. — 207 p. — ISBN 9782259223430.
- Les Plus Beaux Discours à la jeunesse. — Paris: J'ai lu, 2016. — 96 p. — ISBN 9782290120613.
- Éduquer avec Rousseau. — Paris: SOS Éducation, 2016. — 32 p. — ISBN 1093981121.
- A la jeunesse : De Saint-Exupéry à Steve Jobs, de grandes voix appellent à vivre intensément. — J'ai lu - Librio, 2016. — 104 p. — ISBN 978-2290120613.
- Pourquoi enseignons-nous ? : Ecole du sens, sens de l'école. — SOS Education, 2016. — 144 p. — ISBN 979-1093981017.
- Éduquer avec Rousseau : Conférence à destination des parlementaires prononcée le 20 mai 2015. — SOS Education, 2016. — 32 p. — ISBN 979-1093981123.
- Demeure. Pour échapper à l'ère du mouvement perpétuel. — Éditions Grasset, 2018. — 272 p. — ISBN 9782246815594.